# بيبي تريفور
بيبي تريفور (بالإنجليزية: Pepe Trevor)‏ هي صحفية أسترالية، ولدت في 1960.

## وصلات خارجية
- بيبي تريفور على موقع IMDb (الإنجليزية)
- بيبي تريفور على موقع قاعدة بيانات الفيلم (الإنجليزية)
- بيبي تريفور على موقع كينوبويسك (الروسية)